# Vernonia vulturina
Vernonia vulturina là một loài thực vật có hoa trong họ Cúc. Loài này được Shinners miêu tả khoa học đầu tiên năm 1950.